# استیو پپلاو
استیو پپلاو (انگلیسی: Steve Peplow؛ ۸ ژانویهٔ ۱۹۴۹ - ۲۹ دسامبر ۲۰۲۱) بازیکن فوتبال اهل انگلستان بود.
از باشگاه‌هایی که در آن بازی کرده‌است می‌توان به باشگاه فوتبال ترانمره راورز، باشگاه فوتبال ناتینگهام فارست، باشگاه فوتبال لیورپول، باشگاه فوتبال سوئیندون تاون، و باشگاه فوتبال منزفیلد تاون اشاره کرد.